# Karl av Durazzo
Karl av Durazzo, född 1323, död den 23 januari 1348, var en italiensk hertig. Han var regerande hertig av Durazzo mellan 1336 och 1348. Han var son till Johan av Durazzo och gift med Maria av Kalabrien, en syster till Johanna I av Neapel.